# Union démocrate-chrétienne (Équateur)
Pour les articles homonymes, voir Union démocrate-chrétienne.
L'Unión Demócrata Cristiana (Union démocrate chrétienne) est un parti politique équatorien, fondé en 1979, membre de l'Organisation démocrate-chrétienne d'Amérique.